# Єлизаветинка (Адамовський район)
Єлизаве́тинка (рос. Елизаветинка) — село у складі Адамовського району Оренбурзької області, Росія.

## Населення
Населення — 1149 осіб (2010; 1424 у 2002).
Національний склад (станом на 2002 рік):
- росіяни — 48 %
- казахи — 41 %